# Deserto di Amargosa

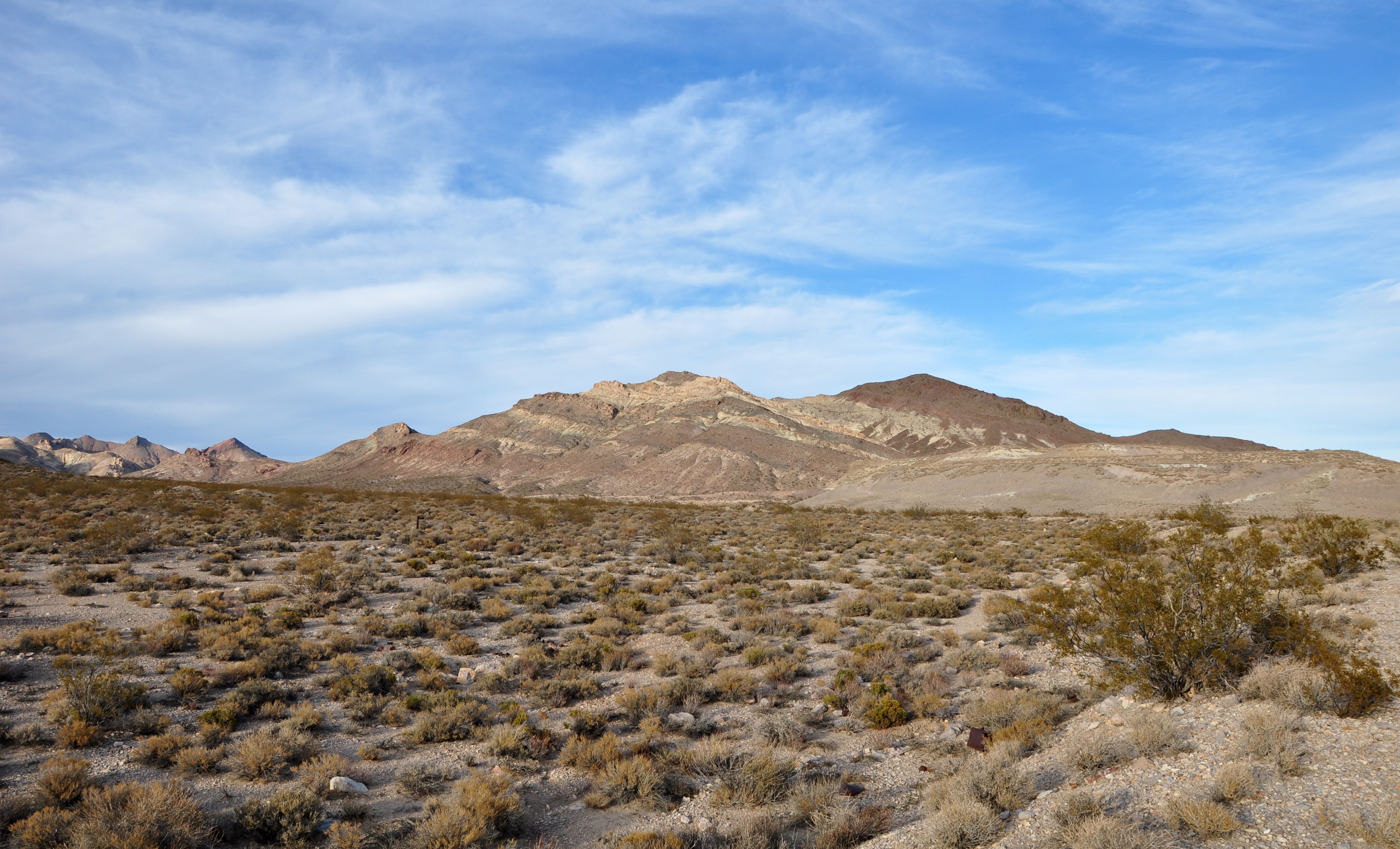
Il deserto di Amargosa nelle vicinanze delle Bullfrog Hills.

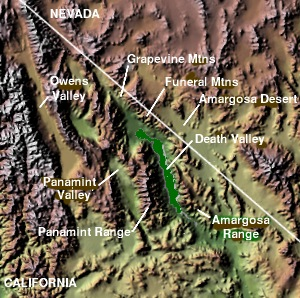
Localizzazione del deserto di Amargosa, rispetto alla Valle della Morte.

Il deserto di Amargosa è situato nella contea di Nye, nella parte occidentale dello Stato del Nevada, negli Stati Uniti d'America, lungo il confine tra California e Nevada. Comprende anche la porzione nordorientale della Amargosa Valley, a nord dell'area protetta dell'Ash Meadows National Wildlife Refuge.

## Etimologia
Deriva il suo nome dal fiume Amargosa, così chiamato dalla parola spagnola amargo (amaro), a causa del sapore amaro delle sue acque.

## Caratteristiche
Il deserto di Amargosa si trova ad un'altitudine compresa tra 790 e 840 m. Al suo interno si trova la spianata di Crater Flat e l'insediamento abitativo di Amargosa Valley (precedentemente chiamato Lathrop Wells), che si trova sul bordo meridionale del deserto.
Il deserto è compreso tra le Funeral Mountains e la Valle della Morte a ovest, la Yucca Mountain e la Nellis Air Force Range a est. Ha un'estensione di 6 734 km², comprendendo anche il bacino del fiume Amargosa e la Amargosa Valley.

## Clima
La vallata di Amargosa ha un clima desertico moderato, con estati molto calde e inverni miti. La temperatura più alta registrata è stata di 47,7 °C il 9 luglio 2002, mentre la temperatura più bassa è stata raggiunta il 22 dicembre 1990 con -14,4 °C. Le precipitazioni medie annuali sono di circa 109 mm di pioggia.